# Monument Francisco Ferrer

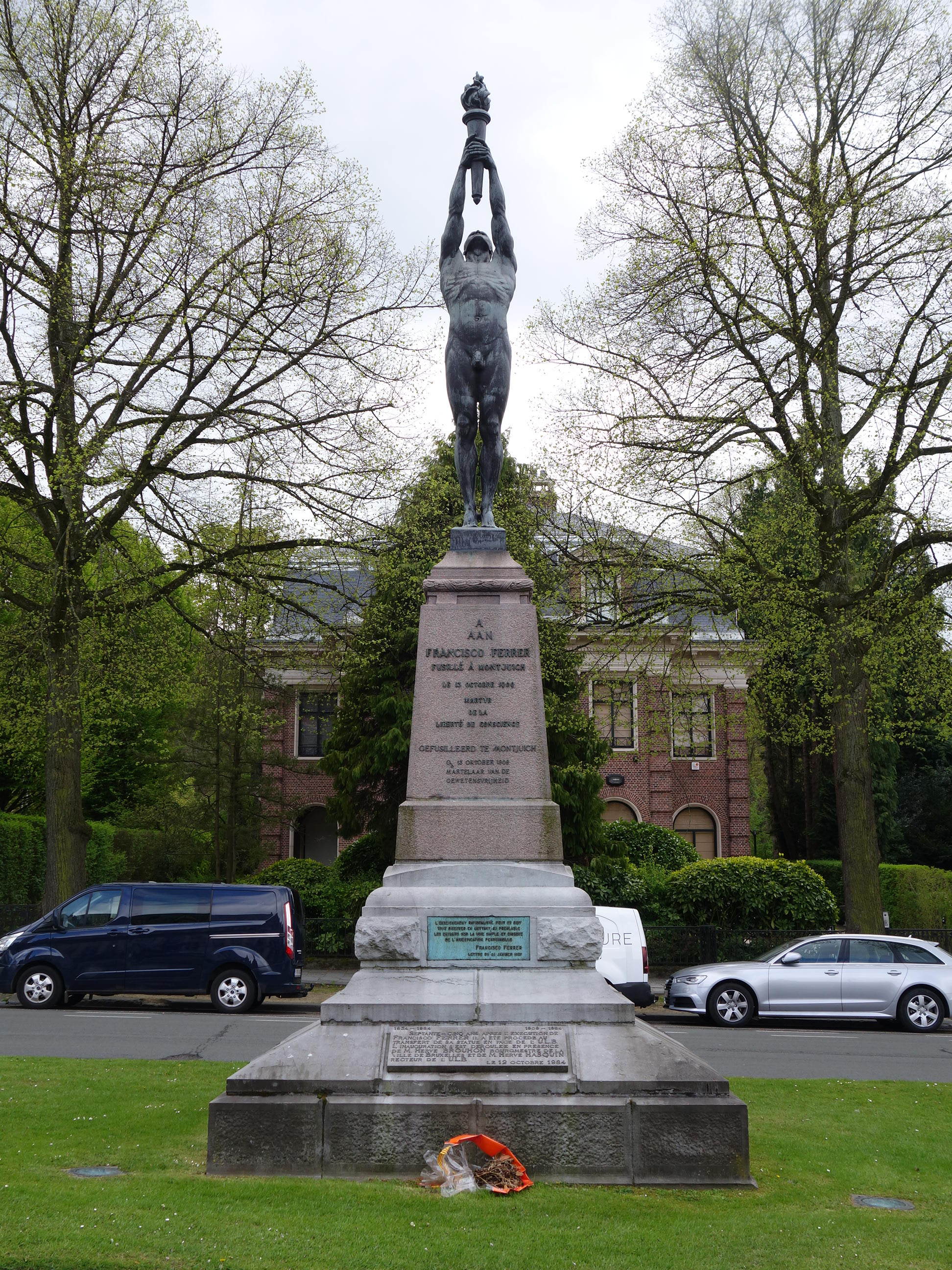
Monument Francisco Ferrer

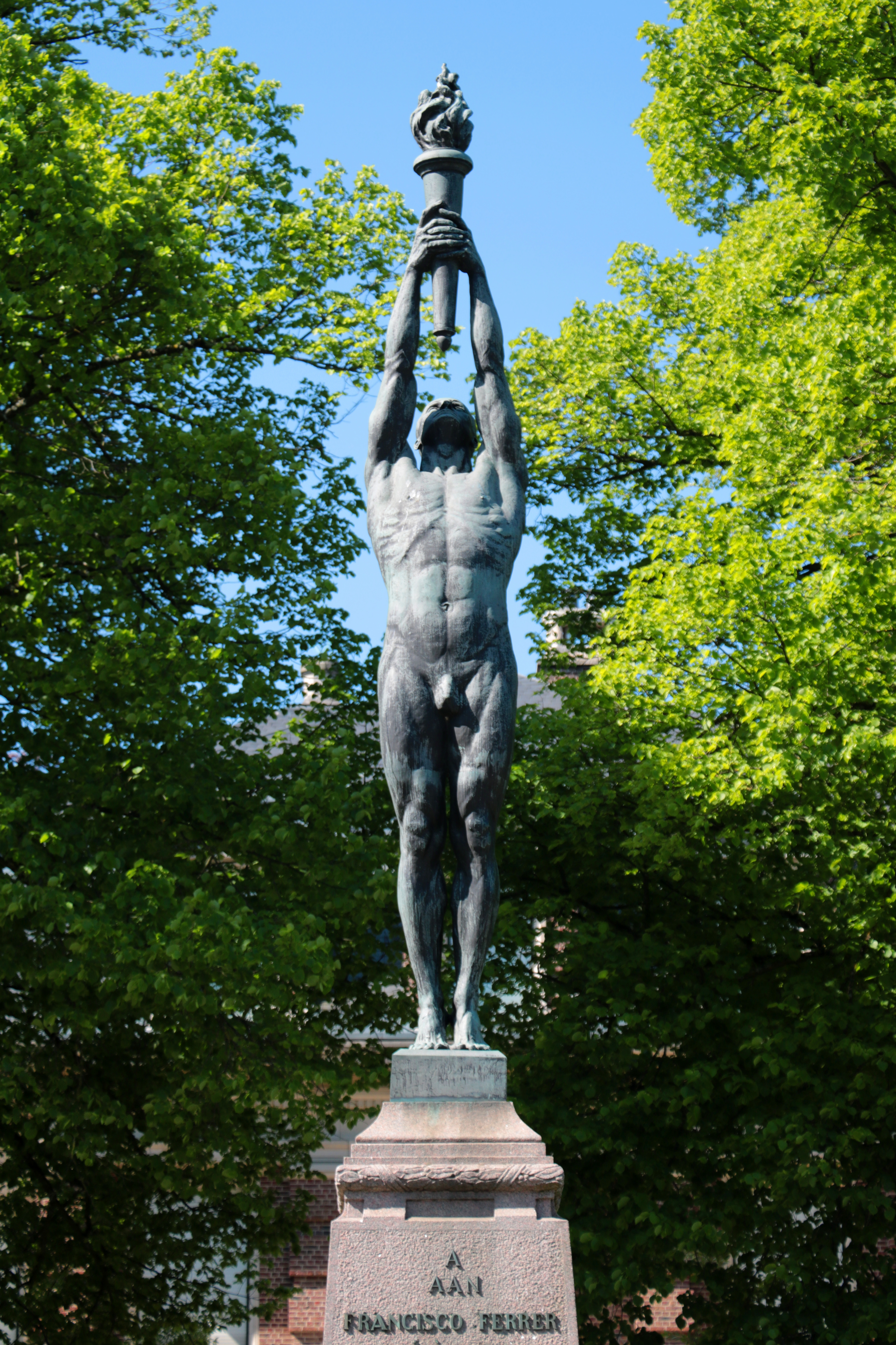
Vooraanzicht

Het Monument Francisco Ferrer is een bronzen standbeeld van de Vrije Gedachte, opgedragen aan de anarchistische onderwijshervormer Francisco Ferrer. Het werk van Auguste Puttemans is opgericht in 1911, twee jaar na Ferrers haastige executie, en bevindt zich sinds 1984 in de middenberm van de Brusselse Franklin Rooseveltlaan, tegenover het rectoraat van de Université libre de Bruxelles.

## Geschiedenis
De terechtstelling van de onschuldige Ferrer bracht heftige reacties teweeg in Europa en joeg ook schokgolven door België. Ondanks het testament waarin Ferrer elk eerbetoon had afgewezen, besloot de logefederatie La Libre Pensée om een monument op te richten. Aangezien de Spaanse regering uiteraard vijandig stond tegen dit initiatief, kwam het monument in Brussel, zetel van de  Fédération internationale de la libre pensée. Geld werd opgehaald via internationale crowdfunding en onder de verschillende beeldhouwers die kosteloos hun diensten aanboden, werd Puttemans geselecteerd (na een aanpassing van zijn ontwerp). De schilder Philippe Swyncop poseerde als model. De stad Brussel tekende na enig debat niet in op de openbare onderschrijving, maar stelde een mooie locatie ter beschikking op het Zaterdagplein.
Het standbeeld, ingewijd op 5 november 1911, werd een brandpunt van vrijzinnige manifestaties. Tijdens de Eerste Wereldoorlog werd het de inzet van een symbolenstrijd met de Duitse bezetter, die de verwijdering van het monument eiste in de wetenschap dat hiermee een gevoelige zenuw betokkeld werd in de relatie tussen België en Spanje. Waarnemend burgemeester Maurice Lemonnier en de gemeenteraad weigerden. Spanje wilde geen misbruik maken van de situatie om het pleit te winnen en verzocht de Duitsers zelfs om hun eis te heroverwegen. Op een nacht in januari 1915 werd het monument met witte verf beklad en beval de Kommandantur opnieuw de wegname. Als enige reactie kwam een stadswerker het bewaakte en afgedekte standbeeld reinigen. Daarop brachten soldaten het zelf weg naar de magazijnen van de stad, na het bij de enkels te hebben doorgesneden.
Het gedenkteken werd na de oorlog niet onmiddellijk teruggeplaatst. De vrijdenkers begonnen sterk aan te dringen bij burgemeester Adolphe Max, en allerlei verborgen manoeuvers werden vermoed, niet in het minst toen de Spaanse ambassadeur Villalobar voorstelde om het monument aan Spanje te schenken. Uiteindelijk kwam het in oktober 1920 terug op zijn oude plaats terecht, maar niet zonder dat de verwijzing naar Ferrer en zijn martelaarschap uit het opschrift was verwijderd. Dit bleef een vrijzinnig strijdpunt, en de Vrije Gedachte zag in het interbellum nog vele manifestaties rond zich defileren.
Later werd het monument nog herhaaldelijk verplaatst doorheen de stad (onder meer naar de Kalkkaai, tegenwoordig Pantsertroepensquare). Uiteindelijk kwam het in 1984 terecht bij de ULB, waar de studenten nog elk jaar met Saint-V een bos bloemen bij het monument neerleggen.
De stad Barcelona besloot in 1990 om een kopie van het Brusselse standbeeld te plaatsen in het Montjuïc Park. Het opschrift vermeldt: "Barcelona herstelt met dit monument vele jaren van vergetelheid en negatie van een man, gestorven bij het verdedigen van de sociale rechtvaardigheid, de broederschap en de tolerantie".

## Beschrijving
De bronzen sculptuur van Puttemans toont een naakte man die met beide handen een toorts omhoog houdt. In een poging zo hoog mogelijk te reiken, staat hij op zijn tenen en vormt zijn lichaam een gespannen boog. De opdrachtgevers omschreven het thema als "het genie van de mensheid dat met een krachtige inspanning de overwinning van de Verlichting bewerkstelligt".
De massieve sokkel in blauwsteen en roze graniet is van architect Adolphe Puissant.
De originele inscriptie is verwijderd door de Duitsers maar in 1958 in een tweetalige versie teruggeplaatst. Ze luidt:

Aan Francisco Ferrer, gefusilleerd te Montjuich op 13 oktober 1909, martelaar van de gewetensvrijheid

Eronder een citaat van Ferrer op een bronzen plaat: Het rationalistisch onderwijs kan en moet alles bediscussiëren door vooraf de kinderen op de brede en directe weg van de persoonlijke onderzoeking te zetten (Francisco Ferrer, brief van 24 januari 1907).
De derde tekst aan de voorzijde herinnert aan de verplaatsing in 1984.
Op de achterzijde is aangegeven dat het monument opgericht is door internationale onderschrijving en ingehuldigd op 13 oktober 1911 (de paar weken vertraging vergetend). Eronder is nog een bronzen plaat te vinden met een citaat over het proces: En ik sta voor een proces dat beëindigd is zonder dat het onderzoek, dat alleen oog had voor belastend materiaal, ook maar één moment de waarheid heeft gezocht (kapitein Galceran pleitend voor Ferrer op 9 oktober 1909).

## Voetnoten
1. ↑  René Lyr, Ceux qu j'ai défendus. De Brusselmans à James Ensor, Unimuse, Doornik, 1990, p. 58-59
2. ↑  Francisco Ferrer, Bruxelles Anecdotique (geraadpleegd 24 april 2017)
3. ↑  Pierre-Frédéric Daled, "L'hommage à Ferrer. La naissance d’un 'rite' à l'Université libre de Bruxelles (1909-1939)", in: Anne Morelli en J. Lemaire (red.), Francisco Ferrer, cent ans après son exécution. Les avatars d'une image, Brussel, La Pensée et les Hommes, 2011, p. 199-222 (La Pensée et les Hommes, nr. 79-80)
4. ↑  Frans origineel: L’enseignement rationaliste peut et doit tout discuter en mettant au préalable les enfants sur la voie ample et directe de l’investigation personnelle (Francisco Ferrer, Lettre du 24 janvier 1907)
5. ↑  Nederlandse vertaling: 75 jaar na de dood van Francisco Ferrer is overgegaan tot de verplaatsing van zijn standbeeld tegenover de U.L.B. De inhuldiging is verlopen in aanwezigheid van dhr. Hervé Brouhon, burgemeester van de stad Brussel, en dhr. Hervé Hasquin, rector van de U.L.B. Op 12 oktober 1984
6. ↑  Frans origineel: Et je me trouve en face d’un procès terminé sans que l’instruction en quête seulement de charges ait un seul moment cherché la vérité (Capitaine Galceran plaidant pour Ferrer le 9 octobre 1909)